# Tvárná litina
Tvárná litina nebo litina s kuličkovým grafitem je slitina železa s uhlíkem a dalšími prvky, v níž je uhlík přítomen především ve formě kuličkových částic grafitu. Oproti litině s lupínkovým grafitem má vyšší obsah uhlíku a křemíku.

## Charakteristika
Forma grafitu u tvárné litiny je ovlivněna modifikací taveniny hořčíkem. Chemické složení tvárné litiny leží v následujících mezích:
- uhlík 3,2 až 4,0 %,
- křemík 1,8 až 3,0 %,
- mangan 0,2 až 0,8 %,
- síra maximálně 0,05 %,
- chrom maximálně 0,10 %,
- fosfor maximálně 0,1 %,
- hořčík 0,04 až 0,08 %,
- měď u perlitických slitin do 1 %.

Kovová základní hmota je v závislosti na chemickém složení feritická až perlitická podle binárního diagramu železo-uhlík. Základní kovovou hmotu je možno, podobně jako u ocelí, tepelně zpracovávat (žíhání, zušlechťování ap.) a lze tak ovlivnit základní mechanické vlastnosti tvárné litiny.

## Historie
První zprávy o použití tvárné litiny jsou z vykopávek v Číně. Zde byla tvárná litina používána na výrobu zemědělského nářadí již před více než 2000 roky.
V moderní historii vyrobil první tvárnou litinu dr. Adey v roce 1937 (náhodný objev) ve Slévárenském Institutu na Technické Universitě v Cáchách tavením ve vysoce bazickém kelímku. Ve stejné době pracovala také skupina metalurgů pod vedením Dr. Morrogh na BCIRA v Anglii na tomto problému a modifikovali taveninu cerem.
Teprve náhodné objevení možnosti modifikace hořčíkem v předslitině s niklem (NiMg) v laboratořích INCO v USA v roce 1942 Keithem Millisem umožnilo ekonomickou průmyslovou výrobu tvárné litiny. S využitím této technologie v průmyslovém měřítku se započalo až v roce 1948 u Ford Motor Co (USA), kde byly vyráběny první zalomené hřídele pro automobilové motory. Rozšíření výroby a použití bylo brzděno vysokými licenčními poplatky (INCO). Teprve vývoj předslitin na bázi ferosilicium-hořčík (FeSiMg) v Německu v polovině padesátých let umožnil konkurenceschopnou výrobu tvárné litiny.
Vedle modifikace pomocí předslitin byly vyvinuty také modifikační technologie s použitím kovového hořčíku. To jsou například modifikace v tlakové pánvi (autoklav), Fischerův konvertor atd. Odhaduje se, že ca 40 - 50 % světové produkce je současné době modifikováno kovovým hořčíkem. V roce 2003 dosáhla tonáž světové výroby tvárné litiny 15 milionů tun. Z toho pro výrobu tlakových trub cca 4 miliony tun.

## Výrobní technologie

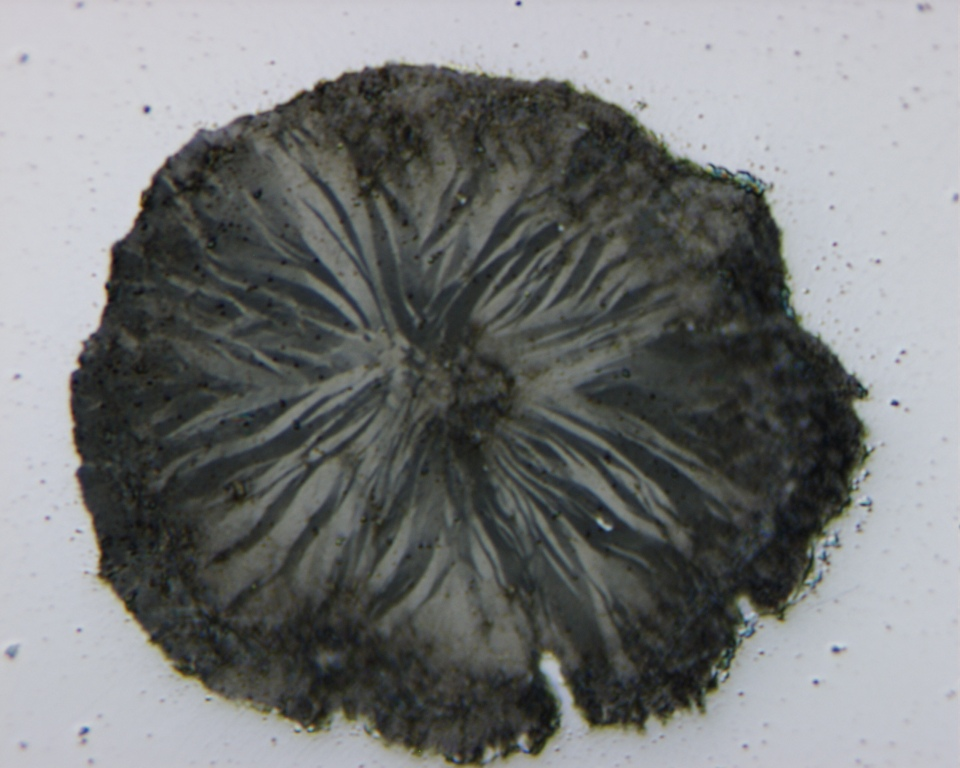

Odlitky z tvárné litiny jsou vyráběny ve slévárnách. Výchozím materiálem jsou ocelový šrot, surové železo, ferosilicium a přísady jako vápenec, koks, křemenný písek ap. Tyto výchozí suroviny jsou vsazovány buď do elektrických pecí (indukční pece, obloukové pece) nebo do kuploven (je problém s dosažením dostatečně vysoké teploty pro modifikaci - vyžaduje speciální postupy) a zde roztaveny a metalurgicky zpracovány. Chemické složení taveniny je upravováno během tavebního procesu přísadami ferosilicia, feromanganu, nauhličovadel ap. Odpichová teplota taveniny leží mezi 1480 °C a 1540 °C.
Se vsázkovým materiálem mohou do taveniny dostat také škodlivé prvky, které ztěžují nebo dokonce znemožňují vznik kuličkového grafitu. Typické rušivé prvky jsou olovo, arsen, antimon, chrom, síra, fosfor, titan atd. Obsah těchto prvků ve vsázkových surovinách je proto třeba pečlivě kontrolovat. V případě, že je obsah síry ve výchozí tavenině (tavenina před modifikováním) pro zvolený druh modifikace příliš vysoký, musí tavenina být odsířena. Obsah síry při použití modifikace předslitinami nemá být vyšší než 0,025 %.
Po pečlivém odstranění strusky z povrchu taveniny je tato převedena do modifikační pánve. Zde je tavenina modifikována buď předslitinou (FeSiMg, FeNiMg), nebo kovovým hořčíkem. Hořčík je vysoce reaktivní kov s vysokou afinitou ke kyslíku a síře, tlak jeho par při obvyklých modifikačních teplotách dosahuje cca 1 MPa (10 bar). Tato reakce je provázena tzv. pyrotechnickými efekty, tj. světelnými blesky a vývojem kouře. Obsah hořčíku v odlitcích leží mezi 0,030–0,060 %. Modifikovaná tavenina je potom odlévána do slévárenských (pískových) forem. Vlastnosti taveniny jsou  během lití optimalizovány očkováním do proudu kovu. Jako očkovadla se používá FeSi 75 s příměsí kovů vzácných zemin, Očkování ovlivňuje kvalitu a množství krystalizačních zárodků v tavenině a příznivě působí na vznik kuličkového grafitu.

## Vlastnosti tvárné litiny
Mechanické vlastnosti jsou definovány v příslušných materiálových normách. V evropských zemích se nejvíce rozšířilo používání DIN 1693 normy. V roce 1997 byla tato nahrazena evropskou normou EN 1563, která tvárnou litinu označuje zkratkou GJS. Označení GGG, které pochází z DIN 1693 je v praxi ještě stále nejpoužívanější.
| DIN 1693 | EN 1563       | Pevnost v tahu Rm [MPa] | Smluvní mez kluzu Rp02 [MPa] | Tažnost A [%] |
| -------- | ------------- | ----------------------- | ---------------------------- | ------------- |
| GGG 35.3 | EN-GJS-350-22 | 330                     | 210                          | 22            |
| GGG-40.3 | EN-GJS-400-18 | 400                     | 240                          | 18            |
| GGG-50   | EN-GJS-500-7  | 500                     | 320                          | 7             |
| GGG-60   | EN-GJS-600-3  | 600                     | 370                          | 3             |
| GGG-70   | EN-GJS-700-3  | 700                     | 420                          | 2             |
| GGG-80   | EN-GJS-800-2  | 800                     | 480                          | 2             |

Toto je pouze výtah z příslušné normy. Šedá litina (GG), vermikulární litina (GGV) a bainitická tvárná litina (ADI) jsou zpracovány ve zvláštních normách.

## Oblasti použití tvárné litiny
Mimořádně dobré mechanické vlastnosti, ekonomicky výhodná výroba a dobrá opracovatelnost jsou důvody velkého rozšíření použití tvárné litiny v průmyslu. Světová produkce tvárné litiny dosáhla v roce 2003 15 Mt (k porovnání: šedá litina 37 Mt, litá ocel 6,3 Mt a temperovaná litina 0,9 Mt). Na výrobu tlakových trub v průměrech 60 až 2400 mm je spotřebováno ca 30 %. GGG trouby se používají na vodní a plynová potrubí. Pro použití na podzemní vedení je nutno je chránit proti korozi.
Přibližně 40–50 % světové výroby je spotřebováno v automobilovém průmyslu. Zde byly v posledních desetiletích postupně nahrazovány výrobně dražší kované, lisované a svařované součásti ekonomicky výhodnějšími odlitky. V současných automobilech jsou téměř všechny takzvané bezpečnostní součástky jako závěsy kol, součásti řízení a dále motorové části jako klikové hřídele, ojnice, vačkové hřídele, pístní kroužky atd. vyráběny z tvárné litiny.
Také těžké, tlustostěnné odlitky, které v minulosti byly naprostou doménou lité oceli, jako turbínové skříně ap. o hmotnosti 300 t a více tun jsou vyráběny z GGG. Dále je GGG používána ve strojírenském průmyslu, ve výrobě zemědělských strojů atd.